# Muriel Streeter
Muriel Streeter, nota anche come Muriel Schwartz o Muriel Streeter Levy (Vineland, 1913 – Tucson, 1995), è stata una pittrice statunitense surrealista, seconda moglie di Julien Levy.

## Biografia
Fin dall'inizio della propria carriera di pittrice, Muriel Streeter aderì al surrealismo. Tramite il figlio del pittore Matisse conobbe Julien Levy, mercante d’arte di Duchamp, che sposò nel 1944. Nella galleria del marito allestì mostre personali nel 1944 e nel 1950.
In base alla proposta di Duchamp di allestire una mostra tutta al femminile, nel 1943 e nel 1945 Peggy Guggenheim organizzò due esposizioni presso la propria galleria Art of This Century a New York, invitando artiste sia europee che americane, da Leonora Carrington a Frida Kahlo a Leonor Fini, alla stessa Muriel Streeter Levy, che partecipò con un dipinto che ritraeva un bambino urlante.
Nella Regina degli Scacchi Muriel annullò invece la battaglia dei generi, di cui gli scacchi furono per i surrealisti uno scenario, uno spazio psicoanalitico e di sovversione; nel dipinto ritrasse se stessa e Dorothea Tanning, artista e moglie di Max Ernst, regine erte in un mondo onirico senza re.
Nel 2012 la Regina degli Scacchi venne esposta alla mostra "In Wonderland: Las aventuras surrealistas de mujeres artistas en México y los Estados Unidos", allestita presso il Museo d’Arte Moderna (MAM) a Città del Messico, con l'intento di esplorare le creazioni delle artiste che legarono Messico e Stati Uniti durante la seconda guerra mondiale, e di artiste che crearono opere collegate al surrealismo.
Alla fine degli anni sessanta Muriel si trasferì in Arizona, dove vinse una battaglia contro il cancro, dopo la quale tornò a dipingere per il resto dei suoi giorni.